# Circondario di Zeitz
Il circondario di Zeitz (in tedesco Landkreis Zeitz) era un circondario della Sassonia-Anhalt di 76.850 abitanti, che aveva come capoluogo Zeitz.
Già circondario durante la DDR, venne mantenuto tale anche dopo l'unificazione. 
Il 1º luglio 1994 è stato poi unito con il circondario di Naumburg, con la quasi totalità del territorio del circondario di Nebra e con parte del territorio del circondario di Hohenmölsen, a formare il circondario del Burgenland.